# Vol Martinair 138
Le vol Martinair 138 était un vol charter international, assuré par un Douglas DC-8, au départ l'aéroport international Juanda, en Indonésie. Le 4 décembre 1974, l'appareil s'écrase contre la chaine de montagne de Saptha Kanya (en), au Sri Lanka, alors que les pilotes pensaient être beaucoup plus près qu'ils l'étaient de l'aéroport international Bandaranaike, à Colombo, où l'avion devait faire escale. 
L'accident ne laisse aucun survivant parmi les 191 personnes à bord de l'appareil, ce qui en fait, à l'époque, la deuxième catastrophe aérienne la plus meurtrière de l'histoire de l'aviation, ainsi que la pire de l'histoire du Sri Lanka.

## Avion et équipage

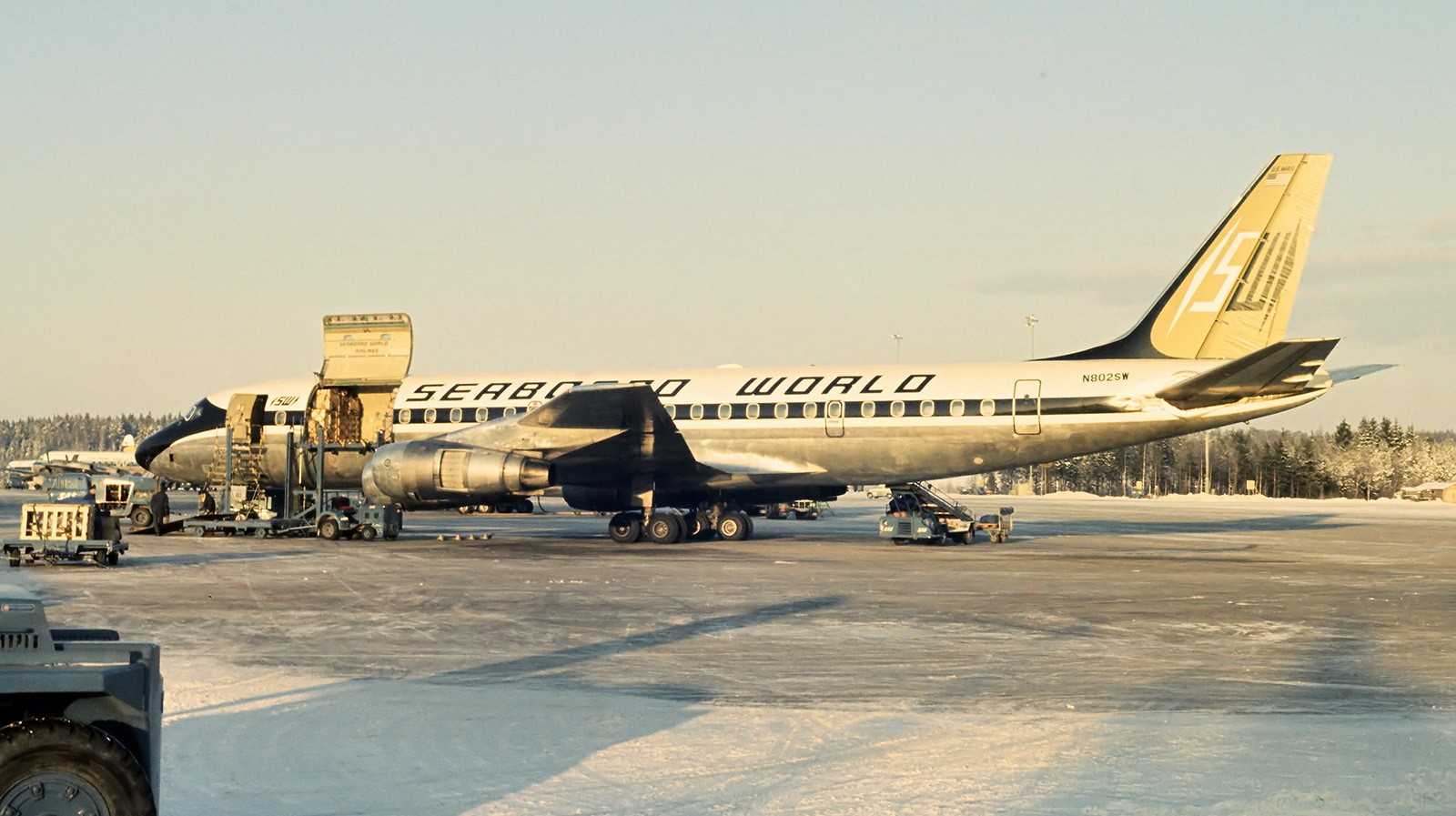
L'appareil accidenté, alors en service chez, ici à l'aéroport de Stockholm-Arlanda en décembre 1967.

L'appareil impliqué était un Douglas DC-8-55CF construit en 1966 et immatriculé PH-MBH. L'avion appartenait à la compagnie aérienne américaine Seaboard World Airlines (en), et acheté par Martinair le 21 septembre 1973, qui à l'époque exploitait des vols charters internationaux durant le Hajj, pour le compte de Garuda Indonesian Airways. Le certificat de navigabilité a été renouvelé pour la dernière fois le 7 novembre 1974   et était valable jusqu'au 14 décembre 1975. Cet avion de ligne long-courrier cumulait 35 613 heures de vol, dont 3 347 heures en service chez Martinair. Il était équipé de quatre moteurs Pratt & Whitney JT3D-3B.
L'équipage du vol 138 était composé du commandant de bord Hendrik Lamme, du copilote Robert Blomsma, de l'ingénieur de vol Johannes Wijnands, ainsi que de six membres du personnel navigant commercial (PNC) en cabine.

## Accident

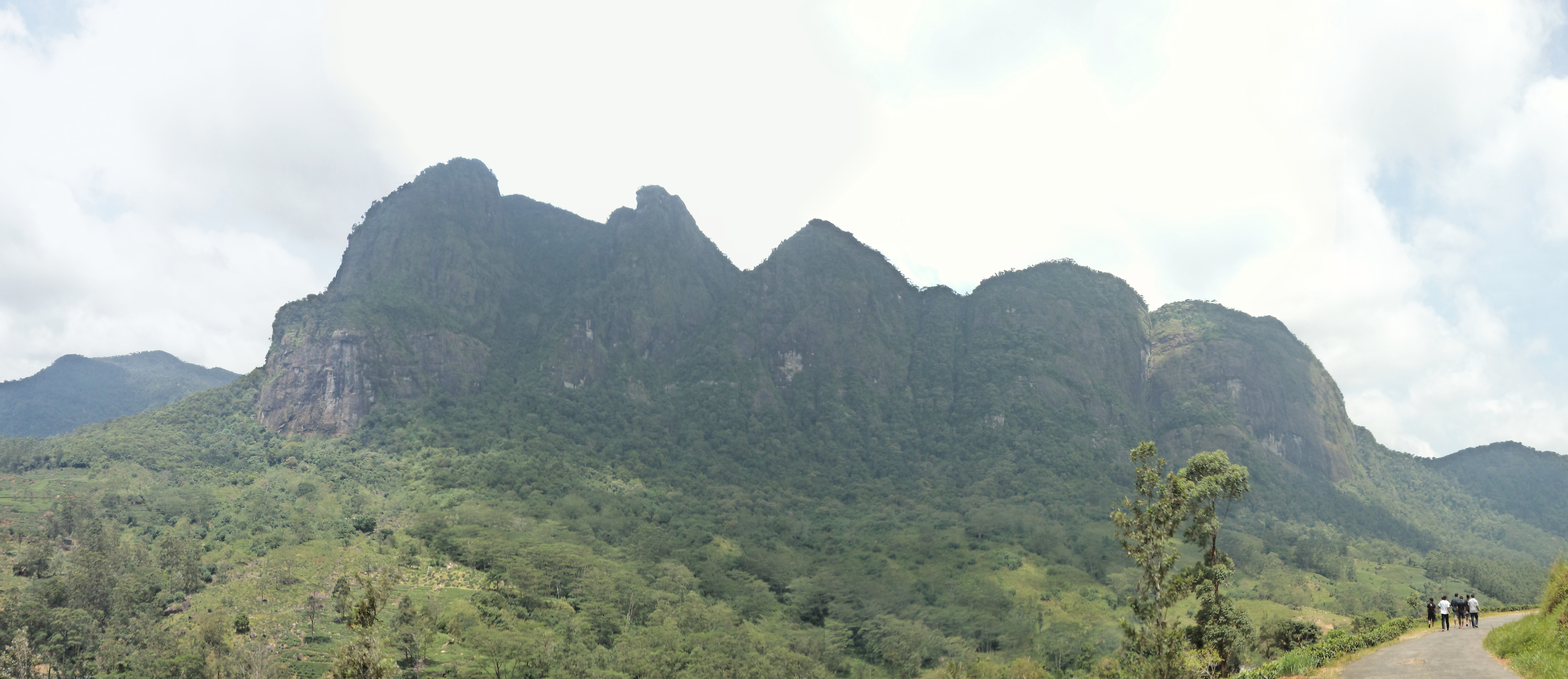
Vue panoramique sur la chaîne de montagnes de Saptha Kanya (Collines vierges), lieu de l'accident.

Le vol 138 a décollé de l'aéroport international Juanda, à Surabaya, vers 12h03, avec une escale à l'aéroport international Bandaranaike, à Colombo. Vers 16h30, le contrôle aérien de Colombo a autorisé le vol pour l'approche. 
À 16h38, un autre contrôleur est intervenu, autorisant l'appareil à descendre à 5 000 pieds (1 500 m) et signalé un dégagement à 8 000 pieds (2 400 m). 
Le contrôle d'approche a ensuite autorisé le vol à descendre à 2000 pieds (610 m) à 16h44, puis a dit au vol d'effectuer une approche sur la piste 04. L'équipage du vol 138 a ensuite été invité à se signaler une fois l'aéroport en visuel. 
L'équipage a ensuite poursuivi sa descente jusqu'à ce que l'avion s'écrase sur la chaîne de montagnes de Saptha Kanya (en), à une altitude d'environ 4355 pieds (1327 m) et à environ 74 km à l'est de Colombo.

## Enquête
Les enquêteurs ont indiqué que la cause principale de l'accident est le non-respect de l'altitude minimale  de sécurité par l'équipage, en raison d'une identification incorrecte de la position de l'avion par rapport à l'aéroport. 
L'enquête conclut que c'est le résultat d'une dépendance au radar Doppler et aux systèmes de radar météorologique à bord de l'avion, ce qui a laissé place à une interprétation erronée des données de vol.

## Mémorial

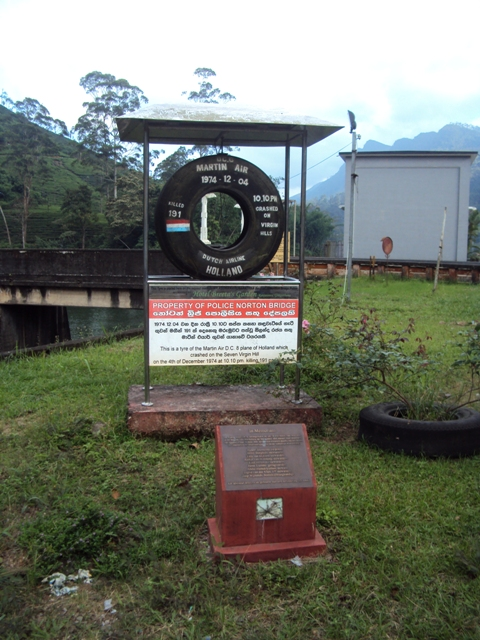
Mémorial en souvenir des victimes du vol 138.

Un petit mémorial a été érigé à quelques kilomètres du lieu de l'accident. De plus, un des pneus de l'avion, récupéré sur le lieu du crash, a été exposé au public. Le pneu, bien qu'exposé au public, reste la propriété de la police sri lankaise. 
Un deuxième mémorial, placé par des membres de famille des victimes a été érigé sur les pentes de la montagne, en contrebas du lieu de l'accident. Environ 30 ans après l'accident, Martinair a ajouté une plaque avec seulement les noms de huit des neuf membres de l'équipage du vol 138.